# Gonzalo Hernández
Gonzalo Hernández (Aceuchal, Badajoz, 1533 - ???) fue un conquistador y explorador español.

## Biografía
El conquistador Gonzalo Hernández, había nacido en 1533 en la villa de Aceuchal (Badajoz), y era hijo de Eustacio Hernández y Catalina Sánchez. Estaba casado con Isabel Ortiz y tenían tres hijos, dos hembras y un varón de igual nombre que su padre. Todos ellos llegaban a Cumaná (Venezuela) en 1569, en la numerosa expedición de Diego Hernández de Serpa para la colonización y repoblación del territorio oriental venezolano, donde viajaban un considerable número de familias andaluzas y extremeñas.
En 1568, y por solicitud de Hernández de Serpa, la Corona le nombraba gobernador y capitán general de “Nueva Andalucía”, un territorio inconcreto que abarcaba la mayoría de lo que hoy comprende el Oriente de Venezuela. Después de numerosas dificultades, la expedición compuesta por 4 carabelas y más de un millar de personas, a finales de 1569 llegaban a las costas venezolanas donde hoy se asienta la ciudad de Cumaná.

## Repoblación del territorio
Las tribus autóctonas del territorio asignado a Hernández de Serpa aún no estaban pacificadas y la repoblación española se dificultaba. El gobernador, intentando someter a las tribus rebeldes, preparó una expedición de reconocimiento, pero los españoles que ya estaban en Cumaná le aconsejaron que no emprendiera la salida por la región de los Llanos, ya que los indios de aquellos territorios eran sumamente belicosos y les tenderían una emboscada.
Hernández de Serpa no hizo caso a las recomendaciones y al fin salía con 150 soldados, y cerca del río Neverí, el 10 de junio de 1570, una lluvia de flechas deshacía la tropa del gobernador muriendo éste, dos capitanes de su tropa, 64 soldados y los caballos que montaban. Gonzalo Hernández fue uno de los que salvaron la vida. Muerto el gobernador y desbaratada la mayoría de la fuerza, los sobrevivientes regresaron a la precaria ciudad ante el temor de que los indios atacaran las mujeres y a los niños que habían quedado privados de defensa; y no se equivocaron porque de inmediato los indígenas arremetían contra las familias españolas. 
El oportuno socorro de Francisco de Cáceres, el gobernador de la Grita que, llegando de España y de camino a su gobernación andina, se encontraba de paso en la isla de Margarita y, enterado de la grave situación de aquellas familias, auxiliaba a los de Cumaná con cuatro grandes canoas y un buen número de soldados. Con este oportuno socorro, de momento salvó de ser aniquiladas las familias españolas, pero en los próximos días los indios volvían al ataque y aquellas familias tuvieron que pelear con entusiasmo y valentía para defender su vida y los enseres que tenían. 

## Cambio de rumbo
La expedición de Hernández de Serpa fracasó cuando éste es asesinado por los indios y su ejército es diezmado; aunque algunas familias que habían llegado en su grupo se quedaron en la comarca pasando las mayores necesidades, la mayoría de los expedicionarios se fueron a otras ciudades del territorio venezolano, como Barquisimeto, Caracas, Carora, El Tocuyo, Trujillo, etc., y hasta algunas familias se aventuraron a pasar al territorio del Nuevo Reino de Granada, la actual Colombia. 
Gonzalo Hernández también abandonó el infierno que entonces suponía la ciudad de Cumaná; parece ser que se estableció en Caracas, y algún tiempo después, bajo el mando del capitán Sebastián Díaz de Alfaro participaba en la conquista del territorio que se encontraba al sur de Caracas e intervenía en la fundación de la ciudad de San Sebastián de los Reyes, que nacía el 6 de enero de 1585. Una vez fundada la ciudad, Gonzalo Hernández se quedaba a vivir en ella. 
Como vecino de San Sebastián de los Reyes, colaboró en las tareas municipales y ejerció la tutoría de una encomienda de indios que tenía Antonio de Herrera, vecino de Caracas, y que en 1600 le otorga el cuidado de aquellos indios para que Gonzalo se ocupe de ellos y de sus necesidades, además de adoctrinarlos en la fe católica. Este mismo mandato era recibido por Antonio de Herrera para que cuidara a los indios de la encomienda que Gonzalo Hernández disfrutaba en las inmediaciones de Caracas. 